# Crescent (Belgisch bedrijf)

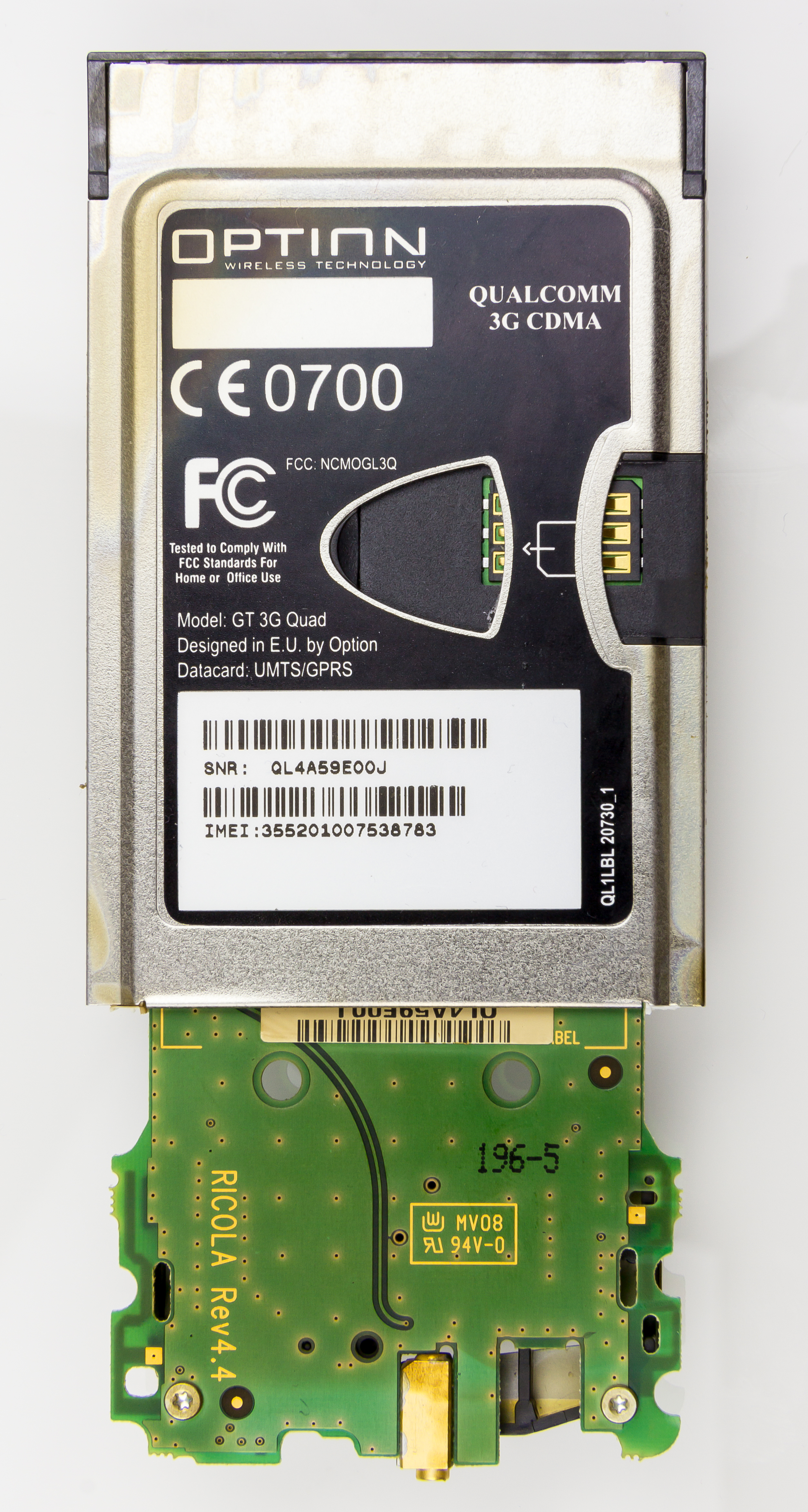
Option PC Card GT 3G Quad

Crescent, voorheen Option, is een Vlaams technologiebedrijf. Het bedrijf werd opgericht op 3 juli 1986 door Jan Callewaert en ontwikkelt hardware en software voor draadloze technologie. Sinds 1997 is het genoteerd op de Beurs van Brussel, thans Euronext Brussels.
Naast de hoofdzetel in Leuven heeft het bedrijf ook een onderzoeks- en ontwikkelingsvestiging in Duitsland en een productie-eenheid in Ierland.
Na moeilijke beginjaren kreeg Option rond 2005 de wind in de zeilen. Het bedrijf werd in 2005 verkozen tot onderneming van het jaar 2005. Eerder dat jaar won CEO Jan Callewaert al de titel Manager van het Jaar. De koers van het Option-aandeel bedroeg begin 2006 71,2 euro.
Vanaf 2007 stond het aandeel echter onder druk vanwege tegenvallende cijfers. Callewaert zelf werd uit de jury van het event Manager van het jaar gezet.
Het aandeel bleef de volgende jaren wegzakken en er waren kapitaalverhogingen nodig om de activiteiten te kunnen voortzetten.
Option was tot het seizoen 2014-2015 hoofdsponsor van de Belgische tweedeklasser Oud-Heverlee Leuven.
In 2016 kreeg Option het moeilijk door liquiditeitsproblemen, waarvoor weer extra kapitaal werd gezocht.
Option werd gered door het omzetten van schulden in nieuw kapitaal. In maart 2017 stopte Callewaert als voorzitter van de raad van bestuur; hij bleef echter voorlopig aan als CEO, maar moest ook deze functie korte tijd later afstaan.
De nieuwe sterke man werd Eric Van Zele. In mei 2018 werd het bedrijf omgedoopt tot Crescent. Het richt zich voortaan op het Internet of things.